# Covaleda
Covaleda es un municipio y localidad española de la provincia de Soria, en la comunidad autónoma de Castilla y León. La población del término municipal asciende a 1574 habitantes (INE 2024).

## Geografía

### Ubicación

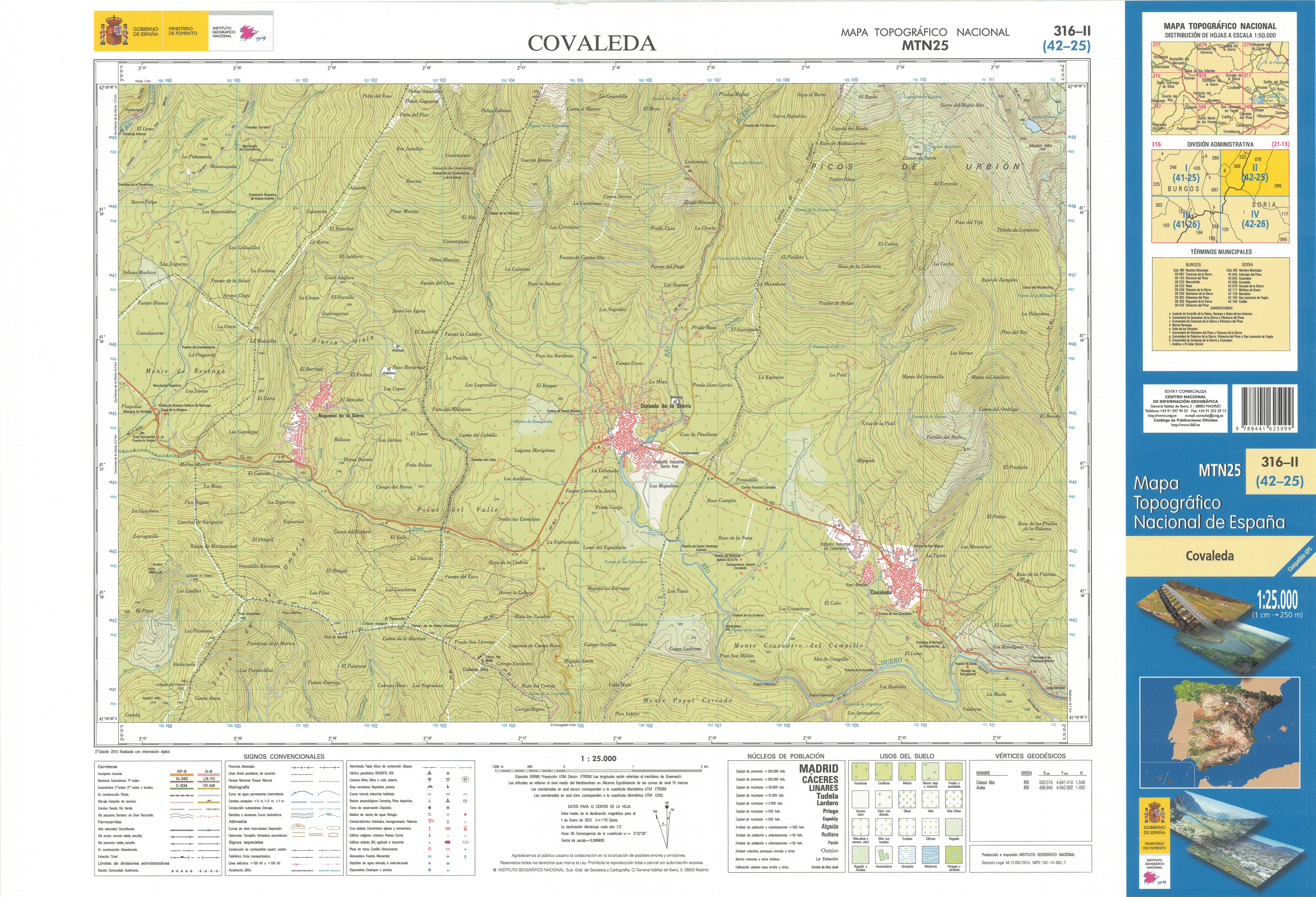
Fragmento de la hoja 316 del Mapa Topográfico Nacional de España de 2013 en el que se representa Covaleda

El término municipal de Covaleda se encuentra entre las estribaciones de la sierra de Urbión, al norte, y las de la sierra de Resomo, al sur. Dentro de las zonas que se definen en la provincia, Covaleda pertenece a la Subzona de Pinares de la Zona Norte. La altura sobre el nivel del mar es de 1214 m y la distancia a la capital de provincia es de 41 kilómetros. La topografía del municipio, perteneciente a la provincia de Soria, es muy irregular, debido a que se encuentra entre dos sierras y al hecho de que lo atraviesa el río Duero de noroeste a sureste. En cuanto a la altimetría, la altitud media del término está alrededor de los 1500 m sobre el nivel del mar, y sus alturas extremas son las siguientes:
- La cota más alta corresponde al pie del pico de Urbión, a aproximadamente 2228 m de altitud, en cuya divisoria se encuentran los límites de las provincias de La Rioja y Soria.
- El punto más bajo corresponde a la Cuenca del Duero, con 1183 m y los más altos son "Congosto", con 1824 m y "Pico Marañón", de 1474 m.

La superficie del término municipal es de 10 566 ha y supone casi el 6,9 % de la total de la Subzona de Pinares, que alcanza las 152 000 ha. Los límites geográficos del término de Covaleda son los siguientes: al norte, la provincia de La Rioja; al sur, los términos de Salduero y Molinos de Duero; al este, el término de Vinuesa; al oeste, el término de Duruelo de la Sierra. La localización geográfica del citado núcleo es la siguiente: latitud: 41° 56' 8" N; longitud: 0° 48' 21" E respecto al meridiano de Madrid. El municipio pertenece al partido judicial de Soria.

### Ecología
Extenso término municipal (105 km²), en la que el pino silvestre muestra una indiscutible soberanía sobre pinos negros, hayas, robles y demás especies vegetales arbóreas, se encuentran incluidos en la Red Natura 2000 los siguientes lugares:
- Lugar de Interés Comunitario conocido como Riberas del Río Duero y afluentes, ocupando 86 hectáreas, el 1 % de su término.[2]
- Lugar de Interés Comunitario conocido como Sierras de Urbión y Cebollera ocupando 2282 hectáreas, el 22 % de su término.[3]

- Zona Especial Protección de Aves conocida como sierra de Urbión ocupando 2257 hectáreas, el 22 % de su término.[4]

### Hidrografía
El municipio es atravesado por el río Duero de noroeste a sureste.

### Clima
Covaleda, como buena parte del sector septentrional del Sistema Ibérico, tiene un clima Cfb según la clasificación climática de Köppen (templado sin estación seca con verano templado).
| Parámetros climáticos promedio de Covaleda en el periodo 1968-2003                                                                                  | Parámetros climáticos promedio de Covaleda en el periodo 1968-2003 | Parámetros climáticos promedio de Covaleda en el periodo 1968-2003 | Parámetros climáticos promedio de Covaleda en el periodo 1968-2003 | Parámetros climáticos promedio de Covaleda en el periodo 1968-2003 | Parámetros climáticos promedio de Covaleda en el periodo 1968-2003 | Parámetros climáticos promedio de Covaleda en el periodo 1968-2003 | Parámetros climáticos promedio de Covaleda en el periodo 1968-2003 | Parámetros climáticos promedio de Covaleda en el periodo 1968-2003 | Parámetros climáticos promedio de Covaleda en el periodo 1968-2003 | Parámetros climáticos promedio de Covaleda en el periodo 1968-2003 | Parámetros climáticos promedio de Covaleda en el periodo 1968-2003 | Parámetros climáticos promedio de Covaleda en el periodo 1968-2003 | Parámetros climáticos promedio de Covaleda en el periodo 1968-2003 |
| Mes | Ene.                                                               | Feb.                                                               | Mar.                                                               | Abr.                                                               | May.                                                               | Jun.                                                               | Jul.                                                               | Ago.                                                               | Sep.                                                               | Oct.                                                               | Nov.                                                               | Dic.                                                               | Anual                                                              |
| --- | ------------------------------------------------------------------ | ------------------------------------------------------------------ | ------------------------------------------------------------------ | ------------------------------------------------------------------ | ------------------------------------------------------------------ | ------------------------------------------------------------------ | ------------------------------------------------------------------ | ------------------------------------------------------------------ | ------------------------------------------------------------------ | ------------------------------------------------------------------ | ------------------------------------------------------------------ | ------------------------------------------------------------------ | ------------------------------------------------------------------ |
| Precipitación total (mm) | 90.60                                                              | 71.80                                                              | 61.30                                                              | 75.00                                                              | 84.90                                                              | 59.00                                                              | 32.70                                                              | 32.30                                                              | 44.50                                                              | 82.40                                                              | 87.90                                                              | 99.50                                                              | 821.70                                                             |
| Fuente: Ministerio de Agricultura, Alimentación y Medio Ambiente. Datos de precipitación para el periodo 1968-2003 en Covaleda 2 de octubre de 2012 |                                                                    |                                                                    |                                                                    |                                                                    |                                                                    |                                                                    |                                                                    |                                                                    |                                                                    |                                                                    |                                                                    |                                                                    |                                                                    |

## Historia
Covaleda remonta sus orígenes a la Edad del Bronce, algunos de cuyos restos cabe rastrear hoy en el Paso de los Arrieros o el Pozo San Millán. Los testimonios históricos aseguran que en territorio de la actual Covaleda habitaron las tribus celtíberas de pelendones y duracos, a las cuales se enfrentaron, y no siempre con éxito, los conquistadores romanos. Algunas tradiciones mencionan también una fundación a cargo de pueblos bretones, de quienes al parecer procede el sobrenombre de "bretos" que reciben los covaledenses.
Aparece su nombre en los Votos de Fernán González en favor del monasterio de San Millán de la Cogolla hechos en el año 939, en los que se les insta, junto a otros pueblos de la zona, a que donen a dicho monasterio "un queso por cada casa". En 1095 fue donado el villar de Cobaleta por los Condes de Lara, Don Gonzalo Núñez de Lara y su mujer Goto, al Monasterio de San Millán, según aparece en el libro de la Crónica de los príncipes de Asturias y Cantabria. Anticiparon la repoblación de Ávila, como reflejó la Carta fundacional de dicha ciudad. La existencia de la carretería, base de la economía pinariega durante siglos, está atestiguada desde 1387.
El Censo de Pecheros de 1528, en el que no se contaban eclesiásticos, hidalgos y nobles, registraba la existencia de 62 pecheros, es decir, unidades familiares que pagaban impuestos. A la caída del Antiguo Régimen la localidad se constituyó en municipio constitucional en la región de Castilla la Vieja, partido de Soria que en el censo de 1842 contaba con 144 hogares y 574 vecinos.
El 6 de septiembre de 1923 se declaró un incendio que destruyó 93 casas. Un fuerte viento y un verano muy seco contribuyó a que el fuego se propagara con rapidez. Se calculó que casi un tercio de la población se quedó sin hogar. Manuel García Prieto prometió ayudas inmediatas y el permiso de hacer una corta extraordinaria de pinos, pero el cambio de gobierno producido por el golpe de Estado de Miguel Primo de Rivera impidió el cumplimiento de las promesas. Un año después solo se había reconstruido el cuartel de la Guardia Civil.
En el año 2017 se celebró en Covaleda el mayor encuentro scout de la historia de España, en el que participaron 4876 scouts, que contó con presencia de grupos scouts extranjeros, y tuvo lugar en el Raso de la Nava. Este evento fue organizado por el Movimiento Scout Católico de España.

## Demografía
Cuenta con una población de 1574 habitantes (INE 2024).
| Gráfica de evolución demográfica de Covaleda entre 1842 y 2021                                                      |
| |
| Población de derecho según los censos de población del INE Población de hecho según los censos de población del INE |

## Economía

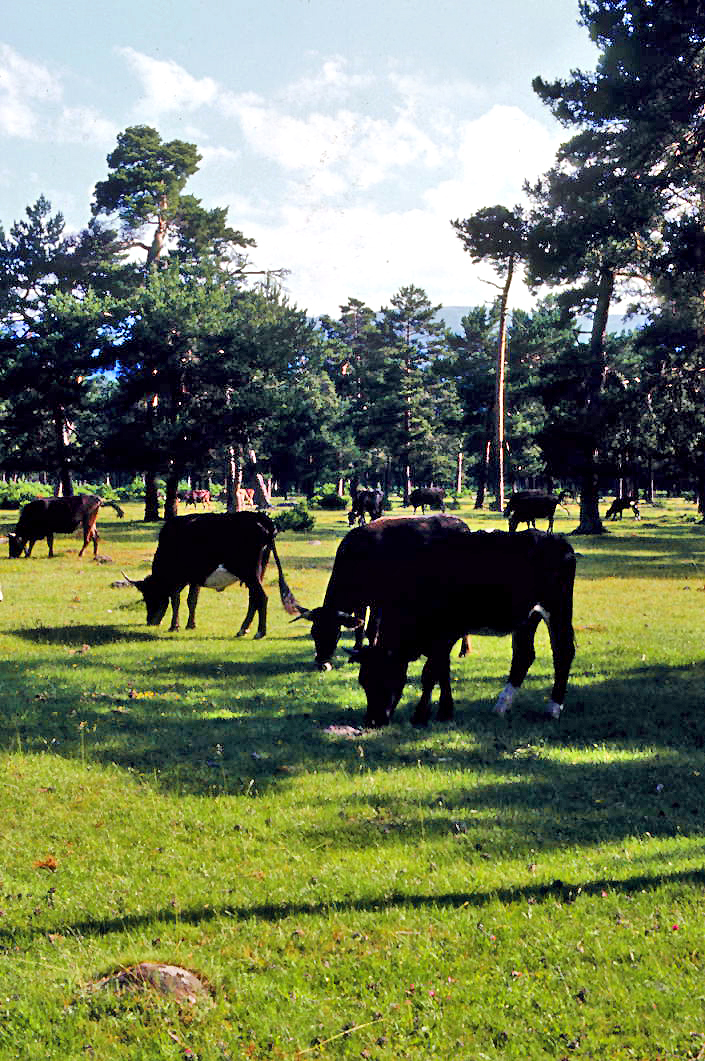
Ganado vacuno en la década de 1970

Covaleda centra hoy su esfuerzo y sus perspectivas de progreso en la industria de la transformación de la madera, que comenzó desarrollándose sobre la base de los pinares locales, si bien en la actualidad importa gran parte de la materia prima. La importancia de este sector productivo queda reflejada en la existencia en el instituto del Ciclo Formativo de Grado Medio de "Fabricación Industrial de Carpintería y Mueble", destinado a capacitar a los futuros trabajadores del sector.

## Administración y política
| Periodo   | Nombre                          | Partido |
| --------- | ------------------------------- | ------- |
| 1991-1995 | Otilio De Vicente               | CDS     |
| 1999-2003 | Concepción Martínez de Miguel   | PSOE    |
| 2003-2007 | Concepción Martínez de Miguel   | PSOE    |
| 2007-2011 | José Antonio de Miguel Camarero | PSOE    |
| 2011-2015 | Hilario Rioja Sanz              | PP      |
| 2015-2019 | José Antonio de Miguel Camarero | PSOE    |
| 2019-2023 | José Llorente Alonso            | PSOE    |
| 2023-act. | José Llorente Alonso            | PSOE    |

### Resultados electorales
| Partidos políticos en el Ayuntamiento de Covaleda |            |
| Partido político                                  | Concejales |
| Partido Socialista Obrero Español (PSOE)          | 6          |
| Partido Popular (PP)                              | 2          |
| Agrupación de Electores                           | 1          |

## Monumentos y lugares de interés
- Iglesia de San Quirico y Santa Julita. Es una iglesia gótico-tardía, dedicada a los mártires San Quirico y Santa Julita. Es del siglo XVII y está construida sobre una iglesia anterior de la cual solo queda el arco conopial de la entrada del siglo XV.
- Ermita de la Virgen del Campo, construida entre los siglos XVII y XVIII que fue comprada por los covaledenses a los monjes Benitos de Oña.
- Las “Sierras de Agua” también conocidas como “Sierras Verticales”, son rústicas obras hidráulicas, auténticos prodigios de la imaginación de los artesanos, convertidas en aserraderos de madera utilizando directamente la fuerza del agua de ríos y arroyos donde se ubicaban. Actualmente en desuso, sustituidas por modernos aserraderos, han quedado integradas en el paisaje del bosque como testigo mudo de la tradicional actividad maderera y del trabajo de sus gentes.[18]
- Puente de Santo Domingo. Fue declarado Bien de Interés Cultural en la categoría de Monumento el 29 de junio de 2000.[19]
- Puente de Soria. Fue declarado Bien de Interés Cultural en la categoría de Monumento el 29 de junio de 2000. Se encuentra a la altura del km 43 de la carretera CL-117.[19]

### Lagunas de origen glaciar
La laguna Larga, es la más grande. La laguna Helada, que forma pequeños charcos y un entorno pantanoso. La laguna del Hornillo, oculta por la alta morrena que la rodea. El pico de Urbión el punto más alto de la sierra.

## Cultura

### Fiestas
- San Quirico y Santa Julita (Titulares de la parroquia). Se celebra el 15 y 16 de junio.
- San Lorenzo (Patrón del pueblo). Se celebra los días 9, 10, 11, 12 y 13 de agosto.

### Eventos deportivos
Extrem Covaleda Desafio Urbión, es una carrera de montaña de nivel alto con un trayecto aproximado de 30 km y un desnivel acumulado de alrededor de 5000 metros. Se comenzó a celebrar en 2014.

### Gastronomía
El plato típico es la caldereta de cordero o ajo arriero, plato rotundo que solían comer los carreteros en sus desplazamientos por España y los que trabajaban en el mantenimiento y cuidado de los montes de Covaleda. Otros productos característicos son los embutidos caseros y las cecinas de jabalí, corzo y venado, manjares exquisitos, curados en la sierra de Urbión.
No podían faltar, como colofón, los dulces y repostería realizados con ingredientes naturales y sin conservantes, de gran tradición en este pueblo.

### Religión
Desde el punto de vista jerárquico de la Iglesia católica forma parte de la diócesis de Osma-Soria la cual, a su vez, es sede sufragánea de la archidiócesis de Burgos.